# Elseyornis melanops
Il corriere frontenera (Elseyornis melanops Vieillot, 1818), è un uccello della famiglia dei Charadriidae e unico rappresentante del genere Elseyornis.

## Sistematica
Elseyornis melanops non ha sottospecie, è monotipico.

## Distribuzione e habitat
Questo uccello vive in Australia e Nuova Zelanda; è di passo in India.